# إنسانيات رقمية نسوية
إن الإنسانيات الرقمية النسوية هي علم تم تطويره مؤخرًا في مجال الإنسانيات الرقمية ككل. ويرجع ظهور الإنسانيات الرقمية النسوية جزئيًا إلى الانتقادات الحديثة التي وجهت إلى نزوع الإنسانيات الرقمية إلى المزيد من الخطاب الذكوري أو المهيمن في المجال الأكاديمي. وتركز بعض البحوث في مجال الإنسانيات الرقمية النسوية على استبعاد المرأة من التواريخ التكنولوجية واستخدام التكنولوجيا من أجل تعزيز الدراسات النسوية.
ويمكن اعتبار العالمتين ويندي تشون وإن. كاثرين هايليس من العلماء في مجال الإنسانيات الرقمية النسوية.